# Sarcolobus warburgii
Sarcolobus warburgii är en oleanderväxtart som beskrevs av Rudolf Schlechter. Sarcolobus warburgii ingår i släktet Sarcolobus och familjen oleanderväxter. Inga underarter finns listade i Catalogue of Life.